# Scotorythra arurea
Scotorythra arurea är en fjärilsart som beskrevs av Edward Meyrick 1899. Scotorythra arurea ingår i släktet Scotorythra och familjen mätare. Inga underarter finns listade.